# Flint Hill (Misuri)
Flint Hill es una ciudad ubicada en el condado de St. Charles en el estado estadounidense de Misuri. En el Censo de 2010 tenía una población de 525 habitantes y una densidad poblacional de 82,07 personas por km².

## Geografía
Flint Hill se encuentra ubicada en las coordenadas 38°51′49″N 90°52′6″O / 38.86361, -90.86833. Según la Oficina del Censo de los Estados Unidos, Flint Hill tiene una superficie total de 6.4 km², de la cual 6.4 km² corresponden a tierra firme y (0%) 0 km² es agua.

## Demografía
Según el censo de 2010, había 525 personas residiendo en Flint Hill. La densidad de población era de 82,07 hab./km². De los 525 habitantes, Flint Hill estaba compuesto por el 99.05% blancos, el 0.38% eran afroamericanos, el 0% eran amerindios, el 0% eran asiáticos, el 0% eran isleños del Pacífico, el 0.19% eran de otras razas y el 0.38% pertenecían a dos o más razas. Del total de la población el 0.95% eran hispanos o latinos de cualquier raza.